# Alessandro Piccinelli (fumettista)
Alessandro Piccinelli (Como, 3 aprile 1975) è un fumettista italiano.

## Biografia
Dopo aver conseguito il diploma di disegnatore per tessuti presso l'istituto tecnico "Setificio" di Como, si iscrive al corso di specializzazione presso la Scuola del Fumetto di Milano che terminerà nel 1999. Il suo esordio avviene nel 1997 come illustratore del Corriere di Como. Nel 2000 inizia a proporre storie a fumetti come autore completo sulla rivista M.A.R.E. e dal 2001 collabora con la Meroni Editore come illustratore di disegni didattici. Nel 2006 approda alla Sergio Bonelli Editore esordendo su Zagor con la storia Huron!. Dopo questa esperienza entra nello staff dei disegnatori di Tex esordendo con la storia Vendetta per Montales, su testi di Mauro Boselli, pubblicata nel 2009.
A fine agosto del 2016 la Sergio Bonelli Editore annuncia con un comunicato che, a partire dall'albo di ottobre 2016, dal titolo Zenith 666, Piccinelli sarà il nuovo copertinista della serie Zagor in sostituzione di Gallieno Ferri, scomparso ad aprile dello stesso anno.